# Neckera canariensis
Neckera canariensis là một loài rêu trong họ Neckeraceae. Loài này được (Brid.) Brid. mô tả khoa học đầu tiên năm 1812.